# Isocora

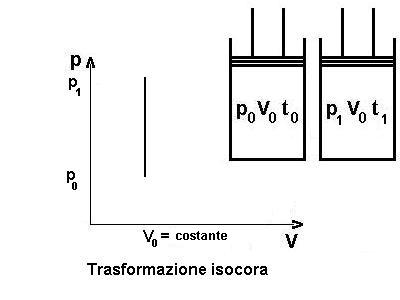
Rappresentazione di una trasformazione isocora nel piano p-V.

In termodinamica una trasformazione isocòra è una variazione dello stato di un sistema durante la quale il volume rimane costante.

## Calore e lavoro
Se ora si considera una trasformazione isocora reversibile finita di un gas perfetto tra due stati alle temperature {\displaystyle T_{1}\ }e {\displaystyle T_{2}\ }, e supponendo che in questo intervallo di temperatura il calore molare {\displaystyle c_{v}\ } si possa considerare costante, essendo
{\displaystyle \delta Q|_{V}=C_{v}\operatorname {d} \!T}
si ottiene dal primo principio della termodinamica:
{\displaystyle Q|_{V}=C_{v}(T_{2}-T_{1})\ }
Infatti per quanto riguarda il lavoro di volume:
{\displaystyle \mathrm {d} L_{\rho }=p\operatorname {d} \!V}
essendo il volume costante, si ha {\displaystyle \mathrm {d} V=0}, e quindi anche:
{\displaystyle L_{\rho }=0\ }
In cui {\displaystyle Q} e {\displaystyle L} indicano il calore e il lavoro scambiati dal sistema, {\displaystyle C_{v}} la capacità termica a volume costante, {\displaystyle p} la pressione, {\displaystyle V} il volume, e {\displaystyle T} la temperatura.

## Variazione di entropia
Dalla definizione di entropia:
{\displaystyle \Delta S=\int _{T_{0}}^{T}{\frac {C_{v}\operatorname {d} \!T}{T}}=C_{v}\ln {\frac {T}{T_{0}}}},
da cui si vede che l'entropia di un'isocora aumenta in un riscaldamento, e diminuisce con un raffreddamento.

## Rappresentazione geometrica
In un diagramma termodinamico a due variabili di stato le isocore sono curve che uniscono stati del sistema che hanno lo stesso volume.
Nel piano di Clapeyron le isocore sono ovviamente linee verticali. In quello di Carnot sono esponenziali positive: infatti rielaborando la relazione trovata nel paragrafo precedente si ottiene:
{\displaystyle T=T_{0}e^{-s_{0}/\varsigma _{v}}e^{s/\varsigma _{v}}},
inoltre fra loro sono tutte traslate orizzontali, verso destra per volumi crescenti, e hanno concavità sempre maggiore delle isobare, dato che {\displaystyle \varsigma _{p}<\varsigma _{v}}.

## Gas perfetto
La trasformazione isocora di un gas perfetto è descritta dalla seconda legge di Gay-Lussac:
{\displaystyle {\frac {p}{T}}=\mathrm {costante} }
corrispondente ad una retta anche nel diagramma di fase. L'entropia aumenta perciò sempre in una compressione, e cala in un'espansione:
{\displaystyle \Delta S|_{V}=C_{v}\ln \left({\frac {p_{2}}{p_{1}}}\right)}